# Lavaggio del cervello

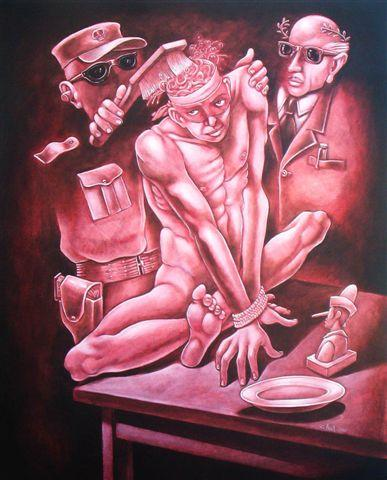
Una rappresentazione satirica del lavaggio del cervello

Il lavaggio del cervello (calco dall'inglese brainwashing) è una teoria secondo la quale una persona può essere indottrinata in un modo che causi "un indebolimento dell'autonomia, un'incapacità di pensare autonomamente, e una distruzione delle credenze e delle affiliazioni. In questo contesto, il lavaggio del cervello si riferisce alla rieducazione involontaria di valori e credenze basici".

## Caratteristiche
Il lavaggio del cervello si riferisce, secondo i suoi sostenitori, a un processo dove un gruppo o individui usano sistematicamente metodi manipolativi ad elevata valenza coercitiva "per persuadere gli altri a conformarsi ai desideri dei manipolatori, spesso a svantaggio della persona manipolata".

## Storia
Le teorie del lavaggio del cervello e del controllo mentale vennero inizialmente sviluppate durante la guerra di Corea per spiegare come i regimi totalitari sembravano indottrinare sistematicamente i prigionieri di guerra attraverso la propaganda e le tecniche di tortura. Queste teorie vennero in seguito modificate ed estese da alcuni psicologi come Margaret Singer e Philip Zimbardo per spiegare la conversione ad alcuni Nuovi Movimenti Religiosi (NMR). Questo produsse un certo dibattito scientifico e legale. Altre varianti di queste teorie sono state proposte da altri studiosi come Robert Cialdini, Stanley A. Deetz, Robert Jay Lifton, Michael J. Freeman, Daniel Romanovsky, Kathleen Taylor, e Benjamin Zablocki. Il concetto di controllo mentale è stato a volte menzionato in alcuni processi legali, specialmente quelli riguardanti la custodia dei minori, così come in diversi film di fantascienza e come critica alla politica e alla cultura organizzativa.

### Cina comunista
Secondo Margaret Singer, il termine venne introdotto per la prima volta in Occidente nel libro Brain-washing in Red China. The calculated destruction of men's minds ("Lavaggio del cervello nella Cina Rossa. La distruzione calcolata della mente dell'uomo"), scritto nel 1951 da Edward Hunter (1902-1978), giornalista statunitense corrispondente da Hong Kong ed agente della CIA.
L'autore si basò su interviste a cinesi e stranieri che arrivavano a Hong Kong dalla Cina comunista. Il processo usato veniva chiamato "hse nao" (洗脑, pinyin: xí nǎo), che letteralmente significa "lavare il cervello" o "pulire la mente". Questo processo sarebbe stato introdotto nei campi di rieducazione della Cina maoista sin dai primi anni 1950 per poi diffondersi in Corea.
Il "lavaggio del cervello" prevedeva l'uso della scrittura quotidiana su un diario, come strumento di confessione e di delazione, oltre a varie altre tecniche di spoliazione, di umiliazione, di diminuzione dell'autostima degli ostaggi, di controllo delle informazioni, di manipolazione e di propaganda.

### Presunti episodi nella guerra di Corea
Nel 1956, dopo aver riesaminato il concetto di lavaggio del cervello a seguito della guerra di Corea, l'esercito statunitense pubblicò un rapporto intitolato Communist Interrogation, Indoctrination, and Exploitation of Prisoners of War che definiva il lavaggio del cervello "un luogo comune diffuso". Il rapporto dichiarava che "ricerche esaustive di diverse agenzie governative non hanno potuto rivelare nemmeno un caso documentato di "lavaggio del cervello" di un prigioniero di guerra statunitense in Corea".
I prigionieri di guerra statunitensi catturati in Corea del Nord venivano torturati con la fame, le percosse, le marce della morte forzate, l'esposizione a temperature estreme, legandoli in posizioni stressanti, negando loro le cure mediche, ma le violenze non avevano nessuna relazione con l'indottrinamento "al quale la Corea del Nord non era particolarmente interessata". In contrasto, i prigionieri di guerra sotto la custodia della Cina comunista affrontavano un programma coordinato di interrogatori e indottrinamento. Comunque, "la sistematica tortura fisica non veniva impiegata in relazione agli interrogatori e l'indottrinamento".

La tecnica cinese "più insidiosa" ed efficace secondo il rapporto dell'esercito statunitense era una gioviale dimostrazione di falsa amicizia, la quale persuase alcuni militari a fare dichiarazioni antistatunitensi e, in pochi casi isolati, a rifiutare il rimpatrio e a rimanere in Cina:
"Quando un soldato statunitense veniva catturato dai cinesi, gli veniva data una vigorosa stretta di mano e una pacca sulla spalla. Il nemico si 'presentava' come un amico dei 'lavoratori' degli Stati Uniti [...] In molti casi i cinesi non perquisivano i prigionieri, ma spesso offrivano loro sigarette statunitensi. Questa dimostrazione di amicizia coglieva la maggior parte degli statunitensi totalmente alla sprovvista e non si riprendevano mai dalla prima impressione lasciata dai cinesi [...] Dopo il contatto iniziale con il nemico, alcuni statunitensi sembravano credere che il nemico fosse sincero e inoffensivo. Si rilassavano e si lasciavano cullare in una trappola camuffata da cooperazione con lo scaltro nemico". 
Due studi accademici sul rimpatrio dei prigionieri statunitensi di guerra di Robert Jay Lifton e Edgar Schein conclusero che il lavaggio del cervello (chiamato "riforma del pensiero" da Lifton e "persuasione coercitiva" da Schein), se mai si verificò, ebbe al massimo effetti temporanei. Nel 1961 entrambi pubblicarono ulteriori espansioni delle loro ricerche. Schein pubblicò Persuasione Coercitiva e Lifton pubblicò Riforma del pensiero e Psicologia del Totalitarismo.

### Applicazione ai movimenti religiosi nel secondo dopoguerra
Le tesi esposte dagli psicologi durante il XX secolo, inclusa Margaret Singer, per spiegare una vasta gamma di fenomeni, specialmente la conversione nel nuovo movimento religioso (NMRs), hanno prodotto controversie scientifiche e legali. Né la American Psychological Association né la American Sociological Association hanno trovato alcuna base scientifica in tali teorie. Secondo la maggioranza degli studiosi, la teoria del controllo mentale e le sue varianti non possono essere accettate come fatto scientifico.
James Richardson osserva che se i Nuovi Movimenti Religiosi avessero accesso a potenti tecniche di lavaggio del cervello, ci si aspetterebbe che abbiano alti indici di crescita, eppure la maggior parte non ha avuto notevole successo nell'affiliazione. La maggior parte degli aderenti partecipa solo per un breve periodo, e il successo nel trattenere i membri è limitato. Per questo ed altri motivi, i sociologi delle religioni fra cui David Bromley ed Anson Shupe considerano l'idea secondo cui i "culti" stiano lavando il cervello ai giovani statunitensi "implausibile". Thomas Robbins, Massimo Introvigne, Lorne Dawson, Gordon Melton, Marc Galanter, e Saul Levine ritengono che non esista nessuna teoria scientifica generalmente accettata, basata su ricerche metodologicamente solide, che sostenga le teorie del lavaggio del cervello come proposto dai movimenti antisette.
Eileen Barker ha criticato alcuni professionisti del settore, inclusa la Singer, per aver accettato le testimonianze di alcuni esperti in processi giudiziari riguardanti i NMR. Il suo libro del 1984 The Making of a Moonie: Choice or Brainwashing? descrive il processo di conversione religiosa alla Chiesa dell'Unificazione (i cui membri sono a volte definiti informalmente "Moonies"), che era stato uno dei gruppi maggiormente conosciuti accusati di praticare il lavaggio del cervello. Barker trascorse quasi sette anni a studiare i membri della Chiesa dell'Unificazione. Intervistò dettagliatamente e diede questionari di valutazione a membri della chiesa, ex membri, non affiliati e gruppi di controllo di persone estranee con precedenti simili, così come genitori, coniugi, e amici di membri. Assisté anche a numerosi seminari e strutture condivise. Barker scrisse di rigettare la teoria del lavaggio del cervello come spiegazione alla conversione alla Chiesa dell'Unificazione perché, come scrisse, non spiega né le molte persone che hanno assistito a un incontro di affiliazione e non sono diventati membri, né il volontario abbandono dei membri.
Nel 2016, l'antropologo israeliano della religione e ricercatore presso il Van Leer Jerusalem Institute Adam Klin-Oron ha dichiarato in merito alla proposta di legge “anti-sette”: